# Frédérique Bel
Frédérique Bel (Annecy, Haute-Savoie, 24 maart 1975) is een Franse actrice. Ze is bekend om haar vertolking van het personage Dorothy Doll in de mini-serie La Minute Blonde van Le Grand Journal op Canal+. Ze heeft verschillende hoofd- en bijrollen gespeeld in verscheidene succesvolle films en televisieseries.

## Carrière
Bel begon haar carrière op televisie in 2001met een bijrol in de televisieserie Le Groupe. Ze werd in 2004 vervolgens bekend door het creëren en vertolken van het humoristische personage Dorothy Doll in de reeks La Minute Blonde, waarin ze een stereotiep blondje speelde. De sequentie werd opgenomen in Le Grand Journal op Canal+ tot 2006. Ze speelde in 2009 een bijrol in het zesde seizoen van de historische komedieserie Kaamelott, waarin ze de dienaar van Caesar speelde. Ze speelde later een hoofdrol in 2011 in de serie Fais pas ci, fais pas ça van de vierde tot het zesde seizoen.
Bel maakte haar acteerdebuut in 2000. Ze had vervolgens bijrollen in de films Tu vas rire, mais je te quitte (2004), Imposture (2005) en Les poupées russes (2005). Ze speelde Miss Frankrijk in de sciencefiction-/komediefilm Un ticket pour l'espace (2006) en later speelde ze mee in de komediefilm Camping, die 5,5 miljoen kijkers mocht ontvangen. Ze speelde vervolgens in de films Changement d'adresse (2006), Un baiser s'il vous plaît (2007), Fais-moi plaisir! (2009) en L'Art d'aimer (2009), allemaal geregisseerd door Emmanuel Mouret. Ze speelde in 2014 een van de hoofdpersonages in de film Qu'est-ce qu'on a fait au Bon Dieu?, met Christian Clavier en Chantal Lauby. De film trok meer dan 200.000 kijkers op de eerste dag.